# Solanum inaequiradians
Solanum inaequiradians är en potatisväxtart som beskrevs av Erich Werdermann. Solanum inaequiradians ingår i släktet skattor som ingår i familjen potatisväxter. Inga underarter finns listade i Catalogue of Life.